# Meredith (New Hampshire)
Meredith ist eine Town im Belknap County, New Hampshire, am Lake Winnipesaukee. Das U.S. Census Bureau hat bei der Volkszählung 2020 eine Einwohnerzahl von 6.662 ermittelt.
Sie liegt an der Bahnstrecke Concord–Wells River und wird ferner durch die US3 sowie die Staatsstraßen NH 25, NH 104 sowie NH 132 erschlossen. 2020 hatte Meredith 6.662 Einwohner.
Im Stadtzentrum leben etwa 1700 Personen. Zu Meredith gehören die Ortschaften Bear Island, East Bear Island, Leavitt Park, Lovejoy Sands, Meredith, Meredith Center und Meredith Hill. Der Kernort Meredith wird durch das United States Census Bureau als Meredith CDP eigenständig erfasst.
Zwischen Meredith und Weirs Beach betreibt die Winnipesaukee Scenic Railroad eine Museumsbahn.

## Geschichte

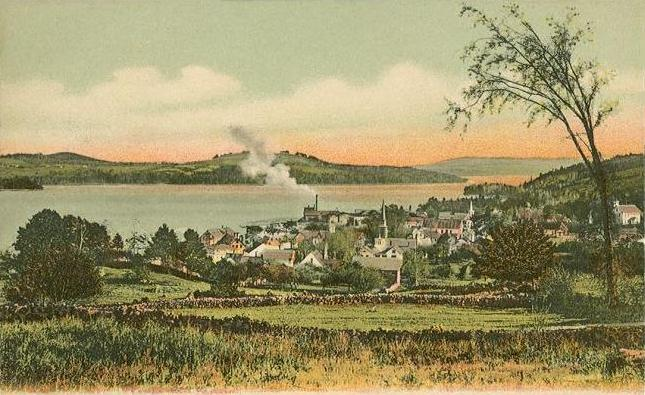
Meredith um 1905

Das Gebiet wurde 1748 einer Gruppe Siedlern unter Führung des Lehrers Samuel Palmer zugesprochen. Diese hatten bereits weiteres Land rund um den See angelegt, weshalb Meredith zunächst unter den Namen Palmerstown oder Second Township bekannt war und später als New Salem, da viele Siedler aus Salem in Massachusetts stammten. 1768 wurde der Ort offiziell vom Gouverneur John Wentworth gegründet. Der Name wurde zu Ehren von William Meredith, der sich gegen die Besteuerung in den Kolonien eingesetzt hat, gewählt.